# سيث بيركهولدر
سيث بيركهولدر (بالإنجليزية: Seth Burkholder)‏ هو لاعب كرة قدم أمريكية أمريكي، ولد في 17 ديسمبر 1982 في باندورا في الولايات المتحدة.